# Göthe Hedlund
Göthe Hedlund (né le 17 juillet 1930 et mort le 15 décembre 2003) est un patineur de vitesse suédois. Il a remporté une médaille de bronze aux Jeux olympiques de 1948, un titre européen en 1946 et douze titres nationaux.

## Palmarès

### Jeux olympiques d'hiver
- Jeux olympiques d'hiver de 1948 à Oslo,  Norvège
  -  Médaille de bronze du 5 000 mètres

### Championnats d'Europe
- Médaille d'or en 1946
- Médaille d'argent en 1947
- Médaille d'argent en 1948

### Championnats de Suède
- Champion de Suède du 1 500 mètres en 1947 et 1949
- Champion de Suède du 3 000 mètres en 1947 et 1949
- Champion de Suède du 5 000 mètres en 1939, 1947 et 1949
- Champion de Suède du 10 000 mètres en 1939, 1944, 1945, 1949 et 1950